# Krhúti
Krhúti jsou fiktivní národ, který měl žít spolu s Čechy v české kotlině v době nejstarších českých dějin. Humorně-satirický koncept je dílem T. R. Fielda-Šumavanského, a shrnul, rozpracoval a zpopularizoval ho Ervín Hrych svou knihou Krhútská kronika (první vydání 1967).
Pro krhútskou identitu je stěžejní jejich mytologie, jejímž středobodem je „bůh kanálů Lomikel“. Toto jméno Field uvedl už ve své básnické sbírce Lomikel na dlásnech (1937). Krhútské hlavní město se nazývalo Ejč pod Mejknínem a založil ho praotec Krhút se svou ženou Mrzenou. 
Krhútský jazyk byl zřejmě slovanského původu, avšak Češi Krhútům nerozuměli a Krhúti Čechům jen když chtěli. Postupem času Krhúti s Čechy splynuli, zachovaly se po nich jen některé tradice a slova (např. „posmrtky“ – hodinky po dědečkovi). Krhútského původu mají být také mnohá místní jména, jako třeba Plzeň (původně Pluzeň) a zdejší čtyři řeky Mže (Mře), Radbuza, Úhlava (Huhlava) a Úslava. Podobně klasická česká pověst o Horymírovi a Šemíkovi je jen zkomoleným příběhem o Krhútu Honimírovi a jeho chemikovi, kteří společně vynalezli pivo.

## Ukázka krhútské poezie
| „                                            | Pajú kuhy žalobej, mřezom žguty padú, Baha ruk vod suda čol, kaži duša kadú! Kaži jej put z kimorín, z tratora son zbryjdi, da huhlavy mhlivy dvar zdaraváša dyjdi! Neoslyš ny Lomikel, daji žor i litva – Bjadoch! Achú! Úvy! Žel! Nastáše – ponikva! | “ |
| — T. R. Field, Lomikel na dlásnech (str. 26) | |   |